# Włodzimierz Korcz
Włodzimierz Korcz (sinh ngày 13 tháng 11 năm 1943 tại Łódź) là nhà soạn nhạc người Ba Lan. Ông là nghệ sĩ piano, nhà sản xuất âm nhạc và tác giả của nhiều bài hát nổi tiếng. Ông tốt nghiệp Học viện Âm nhạc ở Łódź và ra tác phẩm đầu tay vào năm 1965. Từ năm 1968 đến năm 1970 Korcz làm biên tập viên âm nhạc cho Đài phát thanh Ba Lan tại Łódź. Năm 1974–1977, ông là giám đốc âm nhạc tại Teatr na Targówku ở Warsaw.
Korcz sáng tác nhạc phim và sân khấu, và biểu diễn tại các buổi hòa nhạc trên đài phát thanh và truyền hình. Ông là nhà đồng sản xuất các chương trình như Mazurskie Biesiady Kabaretowe và Lidzbarskie Wieczory Humoru i Satyry. Ông tham gia nhiều lễ hội trong và ngoài nước, gồm: Liên hoan Quốc gia Bài hát Ba Lan tại Opole, các lễ hội âm nhạc của Rostock, Vitebsk và Bratislava. Ông cũng đã làm việc với một số đối tác là nghệ sĩ cabaret khắp Ba Lan như Pod Egidą, Kabaret TEY, Kabaret Olgi Lipińskiej, Kraj się mieje,....

## Tác phẩm nổi tiếng
Korcz cùng Jan Pietrzak sáng tạo nên bài hát Żeby Polska była Polską - một trong những bài hát phản chiến nổi tiếng nhất của Ba Lan. Bài hát mang âm hưởng của bài ca phản chiến không chính thức trong thời kỳ Công đoàn Đoàn kết của Cộng hòa Nhân dân Ba Lan. Bài hát này được coi một biểu tượng của sự phản đối chính trị chống lại chủ nghĩa cộng sản kiểu Xô Viết áp đặt ở Ba Lan. Tháng 6 năm 1981, Pietrzak biểu diễn bài hát tại Liên hoan quốc gia về bài hát Ba Lan lần thứ 19 tại Opole. Một trong những buổi biểu diễn trước công chúng lớn nhất diễn ra tại Warszawa, tại ngã tư của các xon phố lớn (Đại lộ Jerozolimskie và Phố Marszałkowska).
Theo ghi nhận của Józef Tischner, Żeby Polska była Polską là tiếng nói hàng triệu người dưới thời cai trị của chế độ cộng sản, là biểu tượng của tự do. Lời bài hát đã truyền cảm hứng cho Tổng thống Ronald Reagan, ông đặt tên cho bài phát biểu của mình là Let Poland be Poland. Lời bài hát cũng được Nữ hoàng Anh trích dẫn trong bài phát biểu của bà tại quốc hội Ba Lan.